# グリーンダンサー
グリーンダンサー (Green Dancer) はアメリカ合衆国で生産され、フランスで調教を受けた競走馬および種牡馬である。半弟にグリーンマウント（本邦輸入種牡馬、ライブリマウントの父）がいる。アレック・ヘッド調教師の息子フレディ・ヘッドが騎乗し、イギリスとフランスでG1競走を計3勝した。

## 経歴

### 競走馬時代
1974年にデビューするとこの年3戦2勝。オブザーバーゴールドカップに優勝している。
1975年はプール・デッセ・デ・プーラン（フランス2000ギニー）、リュパン賞とG1競走を連勝。前年からのG1競走3連勝を達成した。続くダービーステークスでグランディの6着に敗れ連勝はストップ。3ヶ月の休養を経てニエル賞2着の後凱旋門賞へ出走するが8着に敗れる。この年限りで現役を引退した。

### 種牡馬時代
1976年からは地元フランスのケスネー牧場で種牡馬入り。1982年からはアメリカのゲインズウェイファームで供用された。初年度産駒からプール・デッセ・デ・プーリッシュ（フランス1000ギニー）優勝馬アリアンヌを出し、その後も20年間に亘ってG1級の活躍馬を輩出し続けた。芝のマイルから中距離の競走を中心に多くの活躍馬を送り出し、1991年のフランスリーディングサイアーに輝いている。日本ではノーアテンション（スーパークリークの父）やエイシンプレストンの父として知られている。
2000年に高齢のため種牡馬を引退。同年12月8日に老衰のため死亡した。

## 主な産駒
（）内はすべて勝利したG1レース、カタカナ馬名前の*は本邦輸入を示す。
- 1977年産
  - Aryenne / アリアンヌ（プール・デッセ・デ・プーリッシュ、マルセルブサック賞）
- 1978年産
  - No Attention / *ノーアテンション（種牡馬、スーパークリークの父）
- 1979年産
  - Oak Dancer / オークダンサー（1990-1991年アルゼンチンリーディングサイアー）
- 1980年産
  - Maximova / マキシモア（サラマンドル賞）
- 1981年産
  - Greinton / グリーントン（カリフォルニアンステークス、ハリウッドゴールドカップハンデキャップステークス、サンタアニタハンデキャップ）
- 1982年産
  - Will Dancer / ウィルダンサー（グランクリテリウム (イタリア)）
- 1983年産
  - Vilzak / ヴィルザク（ハリウッドターフカップステークス）
- 1985年産
  - First Waltz / ファーストワルツ（モルニ賞）
- 1986年産
  - Fantastic Look / ファンタスティックルック（ファンタジーステークス (アメリカ合衆国)）
- 1987年産
  - Senor Pete / セニョールペテ（フューチュリティステークス (アメリカ合衆国)）
- 1988年産
  - Suave Dancer / スワーヴダンサー（凱旋門賞、ジョッケクルブ賞、アイリッシュチャンピオンステークス）
- 1989年産
  - Market Booster / マーケットブースター（バイエルンツフトレネン）
- 1990年産
  - Northern Emerald / ノーザンエメラルド（フラワーボウルインビテーショナルハンデキャップ）
- 1991年産
  - Green Tune / グリーンチューン（プール・デッセ・デ・プーラン、イスパーン賞、母の父としての産駒：フィエールマン）
- 1996年産
  - Gandria / ガンドリア（プリンスオブウェールズステークス (カナダ)）
- 1997年産
  - *エイシンプレストン（朝日杯3歳ステークス、香港マイル、クイーンエリザベス2世カップ2回）

### 母の父としての主な産駒
- 1985年産
  - Nasr El Arab / *ナスルエルアラブ（オークツリー招待ハンデキャップ、カールトン F. バークハンデキャップ、チャールズ・H・ストラブステークス、サンフアンカピストラーノ招待ハンデキャップ）
- 1987年産
  - Quest for Fame / クエストフォーフェイム[1]（ダービーステークス）
  - Septieme Ciel / セプティエムシエル[1]（フォレ賞）
- 1989年産
  - Jeune / ジューン[1]（アンダーウッドステークス、メルボルンカップ、CFオーアステークス、クイーンエリザベスステークス）
- 1990年産
  - Taking Risks / テーキングリスクス[1]（フィリップ・H・アイズリンハンデキャップ）
- 1991年産
  - Halling / ホーリング（1995・1996エクリプスステークス、1995・1996インターナショナルステークス、イスパーン賞）
- 1992年産
  - Macoumba / マクンバ[1]（マルセルブサック賞）
  - Pennekamp / ペニカンプ（サラマンドル賞、デューハーストステークス、2000ギニーステークス）
  - Peaks and Valleys / ピークスアンドヴァリーズ[1]（メドウランズカップ）
- 1994年産
  - Mossflower / モスフラワー[1]（ヘムステッドハンデキャップ）
- 1996年産
  - Confessional / コンフェンショナル[1]（フリゼットステークス）
  - Indian Danehill / インディアンデインヒル[1]（ガネー賞）
  - Kalanisi / カラニシ（チャンピオンステークス、ブリーダーズカップ・ターフ）
- 1998年産
  - Black Minnaloushe  / ブラックミナルーシュ[1]（アイリッシュセントレジャー、セントジェームズパレスステークス）
  - Salty You / サルティユー[1] （マリーンステークス (アメリカ合衆国)）

## 血統表
| グリーンダンサーの血統      | グリーンダンサーの血統          | グリーンダンサーの血統 | （血統表の出典）  | （血統表の出典） |
| 父系                        | ニジンスキー系                  | ニジンスキー系         | ニジンスキー系    | [ § 2 ]          |
| 父 Nijinsky II 1967 鹿毛    | 父の父Northern Dancer 1961 鹿毛 | Nearctic               | Nearco            | Nearco           |
| 父 Nijinsky II 1967 鹿毛    | 父の父Northern Dancer 1961 鹿毛 | Nearctic               | Lady Angela       |                  |
| 父 Nijinsky II 1967 鹿毛    | 父の父Northern Dancer 1961 鹿毛 | Natalma                | Native Dancer     | Native Dancer    |
| 父 Nijinsky II 1967 鹿毛    | 父の父Northern Dancer 1961 鹿毛 | Natalma                | Almahmoud         |                  |
| 父 Nijinsky II 1967 鹿毛    | 父の母Flaming Page 1959 鹿毛    | Bull Page              | Bull Lea          | Bull Lea         |
| 父 Nijinsky II 1967 鹿毛    | 父の母Flaming Page 1959 鹿毛    | Bull Page              | Our Page          |                  |
| 父 Nijinsky II 1967 鹿毛    | 父の母Flaming Page 1959 鹿毛    | Flaring Top            | Menow             | Menow            |
| 父 Nijinsky II 1967 鹿毛    | 父の母Flaming Page 1959 鹿毛    | Flaring Top            | Flaming Top       |                  |
| 母 Green Valley 1967 黒鹿毛 | 母の父Val de Loir 1959 鹿毛     | Vieux Manoir           | Brantome          | Brantome         |
| 母 Green Valley 1967 黒鹿毛 | 母の父Val de Loir 1959 鹿毛     | Vieux Manoir           | Vieille Maison    |                  |
| 母 Green Valley 1967 黒鹿毛 | 母の父Val de Loir 1959 鹿毛     | Vali                   | Sunny Boy         | Sunny Boy        |
| 母 Green Valley 1967 黒鹿毛 | 母の父Val de Loir 1959 鹿毛     | Vali                   | Her Slipper       |                  |
| 母 Green Valley 1967 黒鹿毛 | 母の母Sly Pola 1957 栗毛        | Spy Song               | Balladier         | Balladier        |
| 母 Green Valley 1967 黒鹿毛 | 母の母Sly Pola 1957 栗毛        | Spy Song               | Mata Hari         |                  |
| 母 Green Valley 1967 黒鹿毛 | 母の母Sly Pola 1957 栗毛        | Ampola                 | Pavot             | Pavot            |
| 母 Green Valley 1967 黒鹿毛 | 母の母Sly Pola 1957 栗毛        | Ampola                 | Blue Denim        |                  |
| 母系(F-No.)                 | (FN:16-c)                       | (FN:16-c)              | (FN:16-c)         | [ § 3 ]          |
| 5代内の近親交配             | Blue Larkspur 5×5               | Blue Larkspur 5×5      | Blue Larkspur 5×5 | [ § 4 ]          |
| 出典                        | 1. 2. 3. 4.                     | 1. 2. 3. 4.            | 1. 2. 3. 4.       | 1. 2. 3. 4.      |

- 半妹Pink Valleyの子孫にティアップワイルド、Vallee Dansanteの子孫にソレミア・オーソライズド、Irish Valleyの子孫にサナシオン・マクフィ、Valtheaの子孫にテンカジョウがいる。